# Костеничская волость
Ко́стеничская волость — административно-территориальная единица в составе Мглинского (с 1922 – Клинцовского) уезда.
Административный центр — село Костеничи.

## История
Волость образована в ходе реформы 1861 года. При расформировании Мглинского уезда, в 1922 году вошла в Клинцовский уезд, однако вскоре (около 1924) была упразднена, а её территория включена в состав Мглинской волости.
Ныне бо́льшая часть территории бывшей Костеничской волости входит в Мглинский район Брянской области, другие две части — в Суражский (сёла Костеничи и Лопазна) и Унечский (деревня Ельня) районы Брянской области.

## Административное деление
В 1919 году в состав Костеничской волости входили следующие сельсоветы: Антоненковский, Архиповский, Беловодский, Великодубровский, Высоцкий, Голяковский, Грибовский*, Гришановский, Дубиновский*, Жирновский*, Ельнянский, Кадецкий, Ковтуновский*, Кокотовский, Косенковский, Костеничский, Лопазненский, Луговецкий, Ольховский*, Симонтовский, Хомяковский, Шевердский.
* Сведения справочника не подтверждаются картографическим материалом.